# Tetralonioidella hoozana
Tetralonioidella hoozana là một loài Hymenoptera trong họ Apidae. Loài này được Strand mô tả khoa học năm 1914.